# Laoac
Laoac is een gemeente in de Filipijnse provincie Pangasinan op het eiland Luzon. Bij de laatste census in 2007 had de gemeente ruim 28 duizend inwoners.

## Geografie

### Bestuurlijke indeling
Laoac is onderverdeeld in de volgende 22 barangays:
| - Anis - Balligi - Banuar - Botique - Caaringayan - Domingo Alarcio - Cabilaoan West - Cabulalaan - Calaoagan - Calmay - Casampagaan | - Casanestebanan - Casantiagoan - Inmanduyan - Poblacion - Lebueg - Maraboc - Nanbagatan - Panaga - Talogtog - Turko - Yatyat |

## Demografie
Laoac had bij de census van 2007 een inwoneraantal van 28.266 mensen. Dit zijn 1.543 mensen (5,8%) meer dan bij de vorige census van 2000. De gemiddelde jaarlijkse groei komt daarmee uit op 0,78%, hetgeen lager is dan het landelijk jaarlijks gemiddelde over deze periode (2,04%).